# Rigó (heraldika)
A rigó a heraldikában kisméretű énekesmadár. Ha a címerleírásban nincs külön meghatározva, a magyar címertan minden kis énekesmadár-ábrázolást rigónak tekint. A Sréter család címerében például Nagy Iván közlésében "természetes tengelicz (carduelis seu achantis avicula)" van (X. 353. l.).
A francia és a rajnai heraldikában gyakran szerepel. A francia heraldikában (merlette) általában megcsonkítva, csőr és lábak nélkül, testhez simuló szárnyakkal ábrázolják. Kiskacsa alakú madár. Gyakran fekete színű. Mivel a korai francia címerekben is gyakran előfordultak, az a vélemény alakult ki, hogy azon lovagoknak adták kitüntetésként, akik részt vettek a keresztes hadjáratokban és ott megsebesültek.         
Címerek Gelre herold címerkönyvéből

Breteuil őrgrófja

## A rigó szimbolikája
Fekete tollazata miatt a bűn, az ördög szimbóluma. Szent Benedek legendájában csábítóként jelenik meg. A heraldikában pozitív jelentéstartalmú, viszonylag gyakori madár.
A rigó a magyarban már 1193-ban előfordul (In Zuloc prima meta incipit ab aqua. Rigauz), és megtalálható a Besztercei szójegyzékben is (merula: rigo, 1395 k.). Eredetileg csak a fekete rigót jelentette, és a madár színe a vele nem rokon sárgarigó megkülönböztetésére szolgál. A legtöbb nyelvben a két madárnak eltérő neve van.

## Kapcsolódó szócikk
Heraldika